# بخش هیل (شهرستان هاردین، اوهایو)
بخش هیل (به انگلیسی: Hale Township) یک منطقهٔ مسکونی در ایالات متحده آمریکا است که در شهرستان هاردین، اوهایو واقع شده‌است.
 بخش هیل ۹۴٫۶۸ کیلومتر مربع مساحت و ۱٬۵۹۰ نفر جمعیت دارد و ۳۲۰ متر بالاتر از سطح دریا واقع شده‌است.